# Castel Trivellin
Castel Trivellin, o più precisamente arco del Castel Trivellin, è un elemento architettonico, rudere di origine medievale e ciò che resta delle antiche mura perimetrali di Lendinara, in Polesine e provincia di Rovigo. Si tratta di un arco a sesto acuto che aveva funzione di portello di entrata all'abitato sito nei pressi di una torre delle Porte di Sopra, ora scomparse, nei pressi dell'Adigetto, e priva di passaggio.
L'arco, come tutte le mura perimetrali delle quali faceva allora parte, fu eretta tra la fine del XIV e l'inizio del XV secolo e deve il suo nome, toponimo che si ritrova in altri contesti urbani italiani, al termine "rivellino", struttura militare, separata e indipendente, che aveva il compito di difendere ponti levatoi, porte e fortificazioni maggiori.

## Gallerie d'immagini

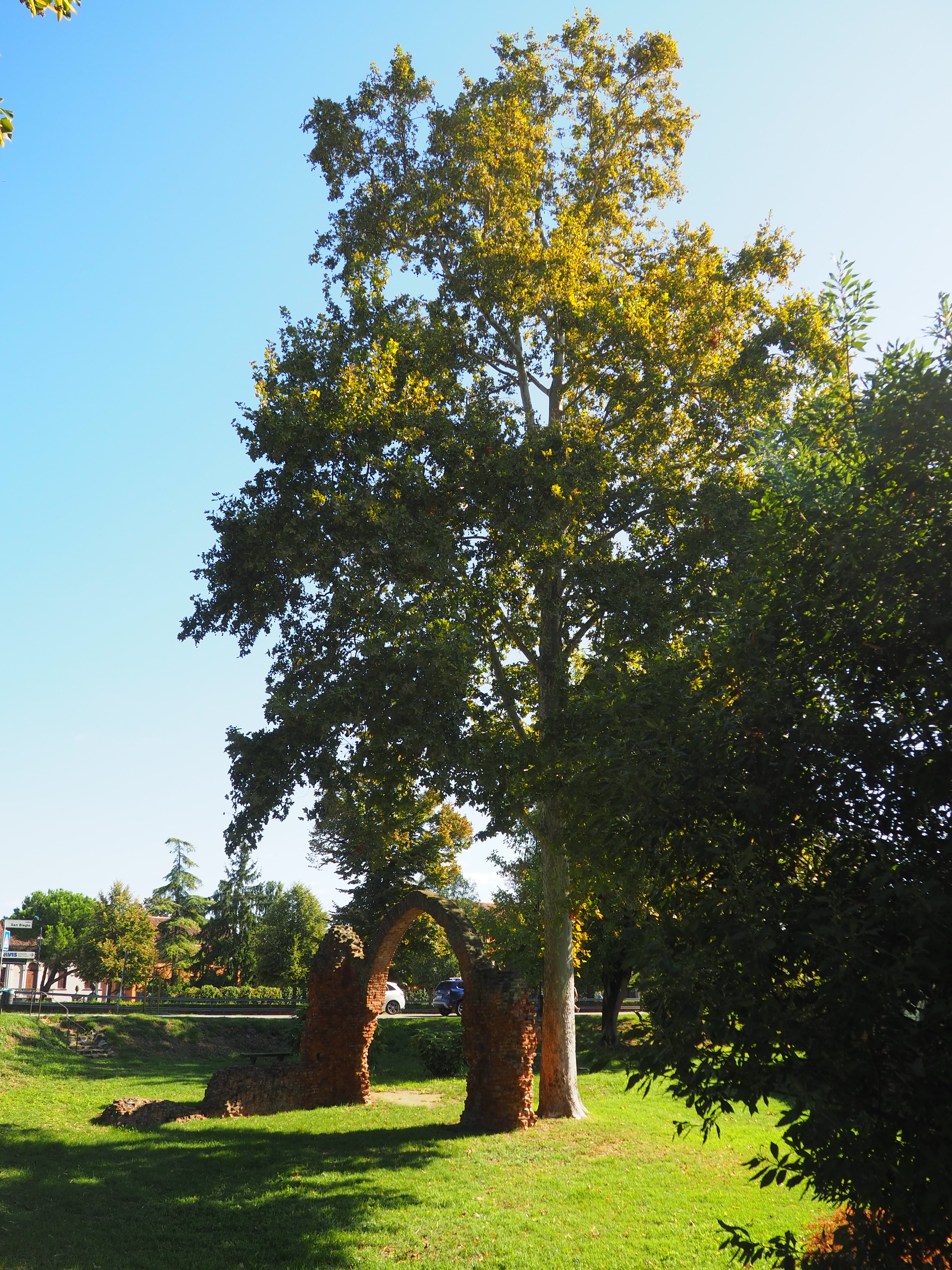
L'arco e il grande albero che vi cresce accanto
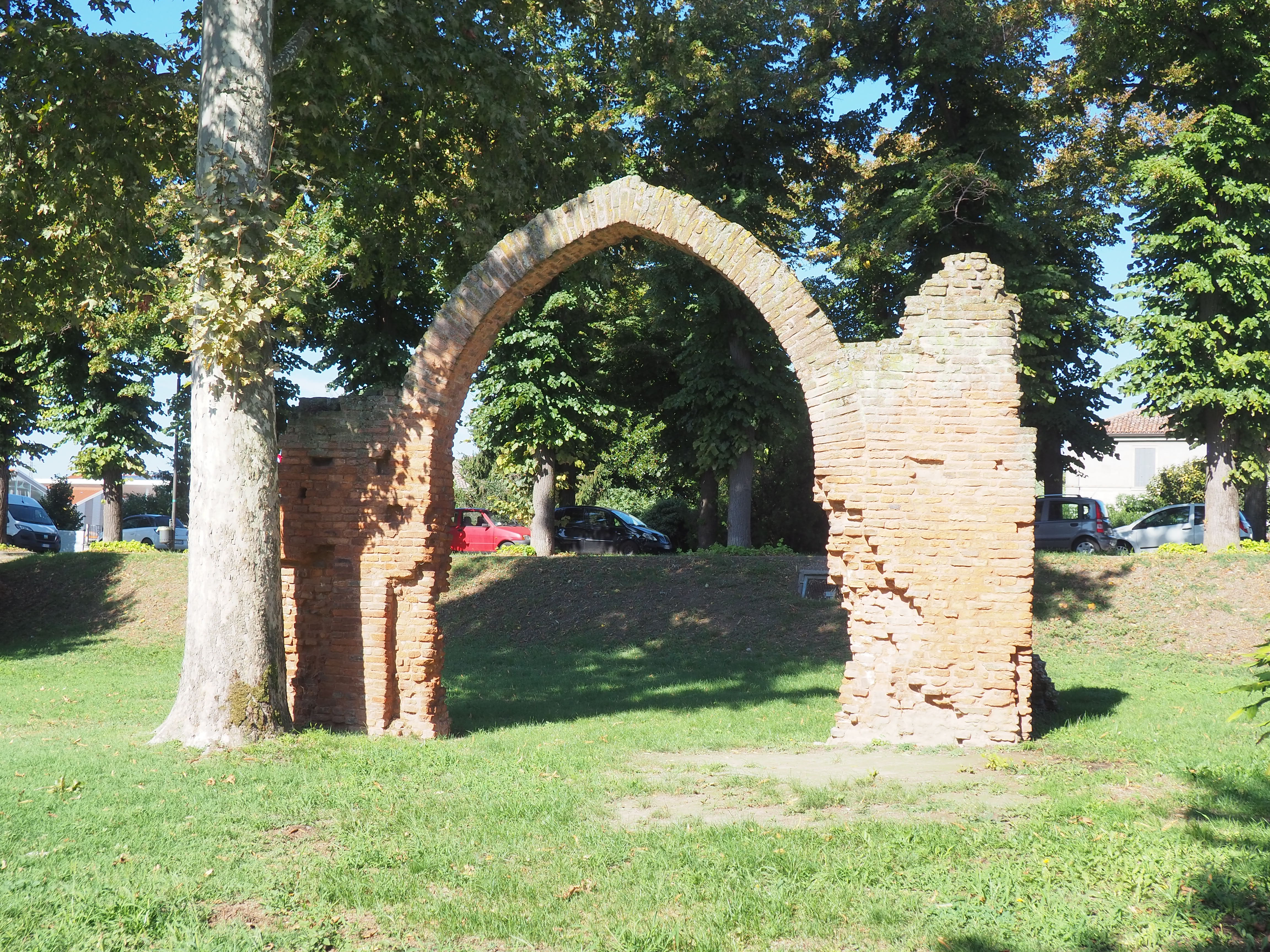
Vista da viale Fava
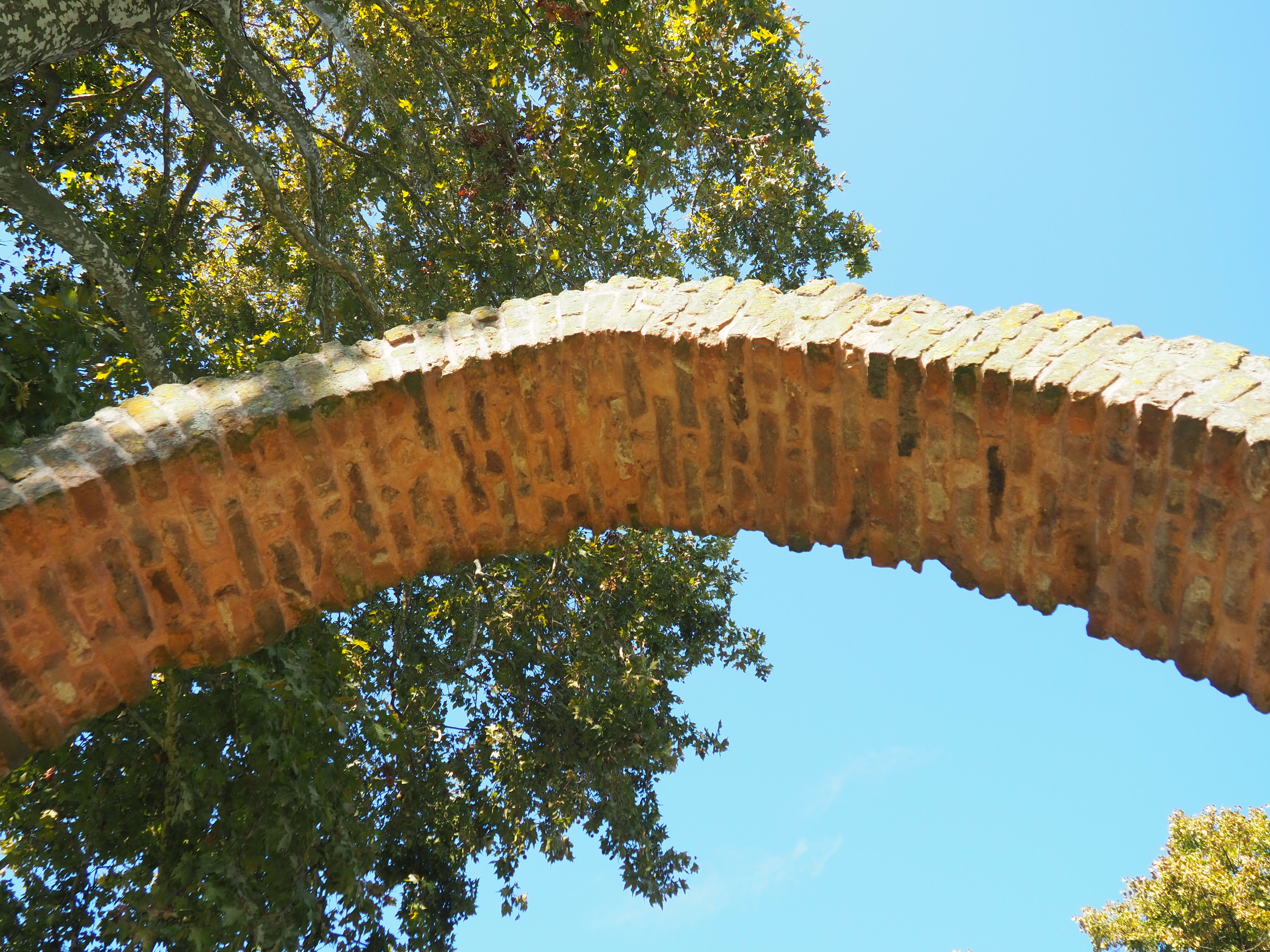
La sommità dell'arco a sesto acuto
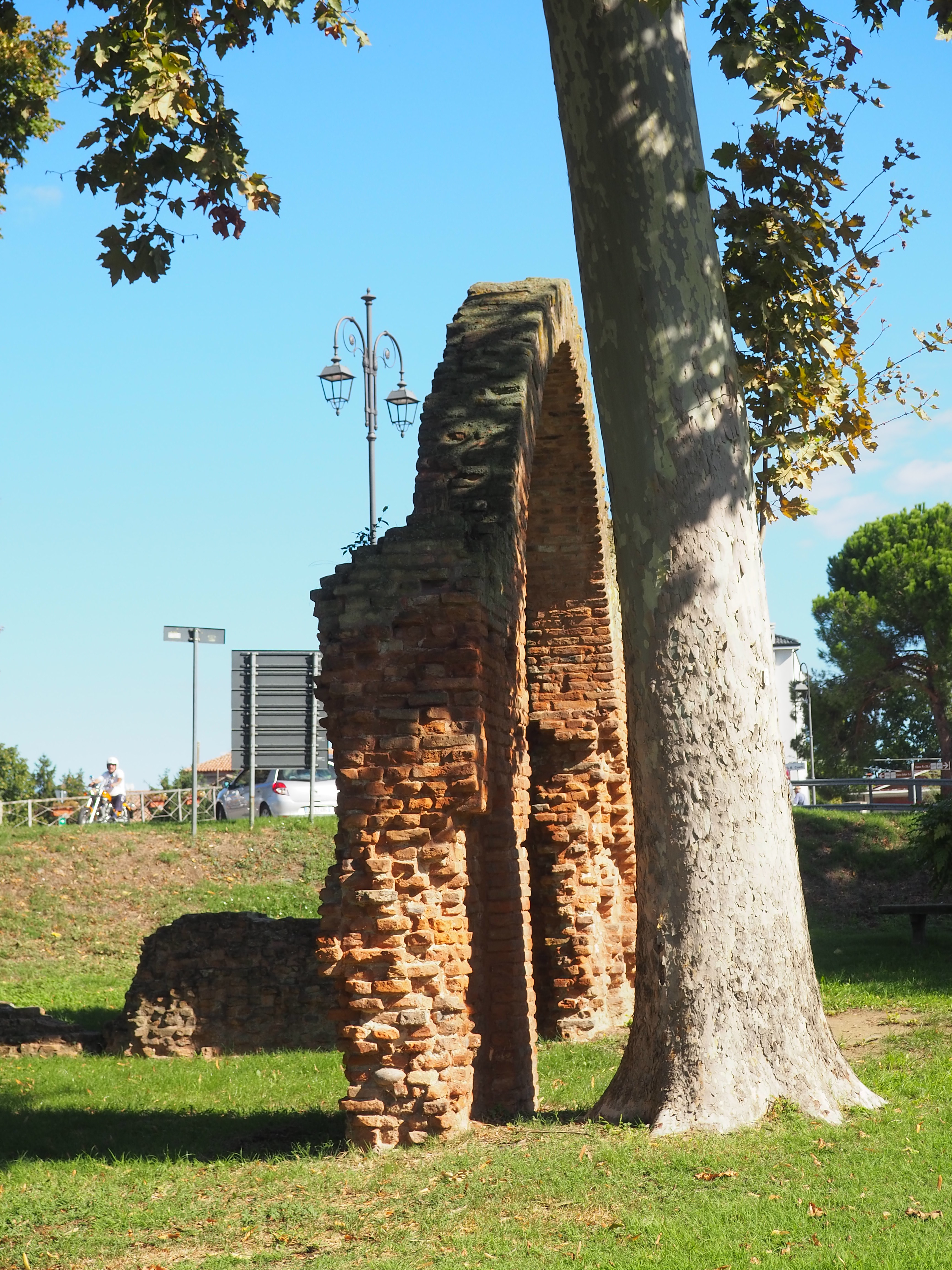
Vista di lato